# شعب الكونغو
شعب الكونغو (بلغة الكونغو: بيسي كونغو، إسي كونغو، ومفردها: مويسي كونغو، وأيضًا باكونغو، ومفردها موكونغو). هم مجموعة عرقية من البانتو، يعرفون أساسًا بكونهم المتحدثين بالكيكونغو (لغات الكونغو).
عاشوا على طول الساحل الأطلسي لوسط أفريقيا، في منطقة كانت بحلول القرن الخامس عشر مملكة الكونغو المركزية وحسنة التنظيم، ولكنها اليوم جزء من ثلاث بلدان. توجد أعلى كثافة لهم في بوانت-نوار في جمهورية الكونغو، جنوب غرب بول ماليبو وغرب نهر كوانغو في جمهورية الكونغو الديمقراطية، شمال لواندا وأنغولا وجنوب غرب الغابون. يشكلون أكبر مجموعة إثنية في جمهورية الكونغو الديمقراطية، وإحدى المجموعات العرقية الرئيسية في البلدين الآخرين اللذين يوجدون فيهما. في عام 1975، بلغ عدد أفراد شعب الكونغو 4 ملايين و40 ألف نسمة.
كان شعب الكونغو من بين أوائل الأفارقة جنوب الصحراء الكبرى الذين رحبوا بالتجار البرتغاليين في سنة 1483، وبدأوا بالتحول إلى الكاثوليكية في أواخر القرن الخامس عشر. كانوا بين أول الذين احتجوا على العبودية في رسائل إلى ملك البرتغال خلال العقدين الثاني والثالث من القرن السادس عشر، ولكنهم استسلمو للطلب على العبيد في البرتغال خلال القرن السادس عشر. كان شعب الكونغو جزءًا من العبيد الذين تعرضوا لحملات مداهمة واعتقال وإرسالهم كعبيد أفارقة لخدمة المصالح الاستعمارية الأوروبية خلال القرنين السابع عشر والثامن عشر.
ساهمت كل من حملات الإغارة على العبيد، والحروب الاستعمارية والتسابق على أفريقيا خلال القرن التاسع عشر إلى تقسيم شعب الكونغو بين البرتغاليين و لبلجيكيين والفرنسيين. في أوائل القرن العشرين، أصبح الكونغو من أكثر المجموعات العرقية التي بذلك جهودًا من أجل تحرير أفريقيا من الاستعمار، مما ساهم في تحرير الدول الثلاث ووصولها إلى حكم ذاتي. يشغل الكونغو اليوم مناصب مؤثرة في السياسة والإدارة والمشاريع التجارية في البلدان الثلاثة التي يتواجدون فيها. 

## تاريخ
يصعب التحقق من المعلومات حول التاريخ القديم لشعب كونغو. اعتبرت المنطقة القريبة من شرق أفريقيا، أساسًا لهجرة البشر قبل التاريخ. يشير ذلك التجاور الجغرافي، كما يوضح جان فانسينا، أن منطقة نهر الكونغو، موطن شعب كونغو، كانت مأهولة منذ آلاف السنين. ولم يتم العثور على أدلة أثرية قديمة مرتبطة بشعب كونغو، كما تم تطبيق علم مقارنة اللغة والتاريخ -أو تقدير التسلسل الزمني لمجموعة عرقية استنادًا إلى التطور اللغوي- على الكونغو. بناءًا على ذلك، فإنه من المحتمل أن تكون لغة كونغو ولغة غابون-كونغو قد انفصلتا حوالي العام 950 قبل الميلاد.
تعد منطقة تشيسانغا (موقع يعود تاريخه إلى نحو عام 600 قبل الميلاد ويعد اليوم جزءًا من جمهورية الكونغو الحديثة) أقدم الأدلة الأثرية. غير أن الموقع لا يثبت وجود أي مجموعة عرقية كانت تعيش هناك. استقر شعب كونغو في المنطقة قبل القرن الخامس الميلادي بوقت طويل، وبدأ مجتمعا يستخدم الموارد المتنوعة والغنية للمنطقة وطوروا أساليب الزراعة. حسب جيمس دينبو، وصل الكونغو إلى مرحلة التعقيد الاجتماعي في القرن الثاني الميلادي.
وفقًا لفاسينا، ظهرت ممالك صغيرة وإمارات الكونغو في المنطقة الحالية بحلول سنة 1200 ميلادية، ولكن التاريخ الموثق لتلك الحقبة من شعب الكونغو في حال وجوده لم يكن ليبقى حتى العصر الحديث. ويرد وصف مفصل حول شعب الكونغو الذين عاشوا بالقرب من موانئ المحيط الأطلسي في المنطقة، بوصفهم حضارة متطورة، لغويًا وعمرانًا، وهو ما ظهر خلال القرن الخامس عشر ودونه المستكشفون البرتغاليون. جاءت الأعمال الأنثروبولوجية اللاحقة من كتّاب الحقبة الاستعمارية، وخاصة في المناطق الفرنسية والبلجيكية (لوانغو، وفونغو، ووادي نياري)، ولكن حتى تلك الدراسات كانت محدودة ولا تغطي شعب الكونغو بالكامل. يقول فانسينا أن الأدلة تشير إلى أن شعب كونغو كان متقدمًا في نظمه الثقافية والاجتماعية السياسية بممالك عدة وذلك قبل وصول أول السفن البرتغالية في أواخر القرن الخامس عشر. 

### مملكة الكونغو
يشير التاريخ المحكي (النقل الشفوي للتاريخ) إلى أن مملكة الكونغو تأسست قبل القرنين الثالث عشر والرابع عشر. لم تستند المملكة إلى نظام حكم يعتمد على خلافة العرش كمان كان شائعًا في أوروبا، ، بل على أساس انتخاب لشخصيات بارزة في البلاط من شعب كونغو. تطلب ذلك من الملك أن يكسب شرعيته من خلال عملية تشمل اعترافه بأقرانه، والحصول على اتفاق جماعي عليه، فضًا عن طقوس النظامين القضائي والديني. كان للمملكة العديد من المراكز التجارية بالقرب من الأنهار وفي الداخل، موزعة على مئات الكيلومترات، ومدينة مبانزا كونغو عاصمتها التي تقع على بعد 200 كيلومتر تقريبًا داخل البلاد من ساحل المحيط الأطلسي.
وصل البرتغاليون إلى ساحل إفريقيا الوسطى شمالي نهر الكونغو عدة مرات بين عامي 1472 و1483 باحثين عن طريق بحري إلى الهند. لكنهم فشلوا في إيجاد أي ميناء أو فرص للتجارة. في عام 1483، جنوب نهر الكونغو، وجدوا شعب كونغو ومملكة كونغو، التي كانت لديها حكومة مركزية، وعملة نقدية تدعى «نزيمبو»، وأسواق، وكانت جاهزة للتعاملات التجارية. وجد البرتغاليون بنية نقل تحتية متطورة داخل البلاد من مستوطنة ميناء كونغو الشعبي في المحيط الأطلسي. وجدوا أيضًا سهولة في مقايضة السلع وأن شعب الكونغو كان منفتحًا على الأفكار الجديدة. كان ملك كونغو في ذلك الوقت، الذي يدعى نزينغا اه جاو، قد قبل بالمسيحية حسبما قبل، وغير اسمه بعد معموديته في عام 1491 إلى جاو الأول، وهو اسم برتغالي. حوالي ستينيات القرن الخامس عشر، تنبأ رسولهم المدعو «نو بويلا مواندا» بوصول البرتغاليين والاستعباد الروحي والجسدي للعديد من الباكونغو.
تسارعت وتيرة التجارة بين شعب كونغو والشعب البرتغالي حتى عام 1500. بدا حينها تقبل مملكة الكونغو للتجار الجدد، وسمحت لهم باستيطان جزيرة مجاورة غير مأهولة تدعى ساو تومي، وأرسلت نبلاء من الباكونغو لزيارة البلاط الملكي في البرتغال. بخلاف الملك نفسه، رحب كثيرون من نبلاء شعب كونغو بالتبادل الثقافي، حولهم المرسلون المسيحيون إلى الديانة الكاثوليكية، وتبنوا عادات البلاط البرتغالي، وبحلول أوائل القرن السادس عشر، أصبحت الكونغو مملكة مسيحية تابعة للبرتغال.

#### بداية العبودية
في البداية، تبادل شعب كونغو العاج والنحاس الذي صنعوه، بسلع فاخرة من البرتغاليين. لكن بعد عام 1500، لم يعد هناك طلب على العاج والنحاس، إذ طالبوا بالعبيد بدلًا من ذلك. كان البرتغاليون الذي استقروا في سان تومي بحاجة إلى العمال العبيد من أجل العمل في مزارع قصب السكر، حينها بدأوا بشراء العمالة. بعد ذلك بوقت قصير، شرعوا في اختطاف أشخاص من الكونغو، وبعد عام 1514، بدأوا حملات عسكرية في المناطق الأفريقية المجاورة للحصول على عمال عبيد. إلى جانب ذلك التغيير في العلاقة بين الشعب البرتغالي وشعب كونغو، تغير نظام الخلافة داخل مملكة كونغو تحت التأثير البرتغالي، وفي العام 1509، بدلًا من إقامة انتخابات بين النبلاء كما جرت العادة، جرت خلافة وراثية للعرش على النمط الأوروبي نتج عنها تربع الملك أفونسو الأول على العرش خلفًا لوالده، وتغير اسمه ليصبح جاو الأول.
تسبب أسر العبيد وإرسالهم للخارج في اضطراب اجتماعي كبير بين شعب كونغو، وكتب ملك الكونغو أفونسو الأول رسالة إلى ملك البرتغال يحتج فيها على تلك الممارسة. أخيرًا، استسلم الملك للمطالب، وقبل تصدير من يقبلون العبودية، وأن يأخذ رسومًا عن كل عبد. اشترى البرتغاليون ما بين 2000 إلى 3000 عبد سنويًا ولبضع سنوات، بدأت تلك الممارسة تاريخ إرسال العبيد من شعب الكونغو سنة 1520. إلا أن ذلك العرض كان أقل بكثير من الطلب على العبيد، كان أصحاب الأموال مستعدين للدفع.